# Hedda Sterne
Hedda Sterne (* 4. August 1910 in Bukarest als Hedwig Lindenberg; † 8. April 2011 in New York City) war eine US-amerikanische Künstlerin jüdisch-rumänischer Abstammung.

## Leben
Hedwigs Eltern waren Simon Lindenberg († 1919), ein Gymnasiallehrer für Sprachen, und Eugenie geb. Wexler. Ihr älterer Bruder Edouard Lindenberg wurde später ein bekannter Dirigent in Paris. Sterne wuchs mit künstlerischen Talent auf und kam dabei mit dem Surrealismus in Berührung durch einen Freund der Familie, Victor Brauner. Sterne wurde bis zum 11. Lebensjahr zu Hause unterrichtet. 1927 erlangte sie die Hochschulreife mit 17 Jahren, woraufhin sie Kunstkurse in Wien besuchte, ehe sie an der Universität in Bukarest ein Studium der Philosophie und Kunstgeschichte begann. Dieses brach sie aber nach einem Jahr ab, um sich selbständig künstlerisch ausbilden zu lassen. 
Außerhalb Rumäniens, besonders in Paris, entwickelte sie Fertigkeiten als Malerin und Bildhauerin. 1932 heiratete sie ihren Jugendfreund Frederick Sterne im Alter von 22 Jahren. 1941 floh sie vor den Nationalsozialisten nach New York, um bei ihrem Ehemann zu sein. Durch die Bekanntschaft mit Peggy Guggenheim lernte sie die New Yorker Kunstszene kennen. Nach der Scheidung 1944 heiratete sie Saul Steinberg, einen ebenso in Rumänien geborenen Karikaturisten und Illustrator, der mit seinen Arbeiten für das Magazin The New Yorker berühmt wurde, und wurde US-amerikanische Staatsbürgerin. Über Kinder ist nichts bekannt. 1960 trennte sich Sterne von Steinberg freundschaftlich.
Während der späten 1940er Jahre, wurde Hedda Mitglied der The Irascible Eighteen, einer Gruppe abstrakter Maler, die gegen die Einstellung des Metropolitan Museum of Art gegenüber der Malerei dieses Jahrzehnts protestierten. Diese Gruppe wurde durch das berühmte Foto der Fotografin Nina Leen von 1950 verewigt: Willem de Kooning, Adolph Gottlieb, Ad Reinhardt, Richard Pousette-Dart, William Baziotes, Jimmy Ernst, Jackson Pollock, James Brooks, Clyfford Still, Robert Motherwell, Bradley Walker Tomlin, Theodoros Stamos, Barnett Newman und Mark Rothko.
Ab 1992 arbeitete sie mit dem Kunsthändler Philippe Briet zusammen, der ihr 1994 den Schriftsteller Michel Butor vorstellte. Es begann eine Zusammenarbeit für das Buchprojekt „La Révolution dans l'Arboretum“, erschienen im September 1995.
Sie war in zahllosen Schauen und Ausstellungen in New York vertreten und arbeitete als Künstlerin, ehe eine Makuladegeneration sie am Malen hinderte. Dennoch zeichnete sie weiter. Mit 94 Jahren erlitt Sterne einen Schlaganfall, der ihr Seh- und Gehvermögen derart betraf, dass sie ihr künstlerisches Schaffen beenden musste.
Sie starb am 8. April 2011 im Alter von 100 Jahren.
Ihre Werke finden sich in Sammlungen verschiedener Museen, darunter das Museum of Modern Art (MoMA) in New York, die National Gallery of Art in Washington D.C. sowie das National Museum of Women in the Arts in Washington D.C.

## Publikationen
- Uninterrupted Flux: Hedda Sterne; A Retrospective. 2006.